# Monster (film 2024)
Monster è un film del 2024 diretto da Rako Prijanto.
Il film è completamente senza dialoghi.

## Trama
Dopo essere stata rapita e portata in una casa, una bambina cerca di salvare il suo amico e scappare dal loro rapitore.

## Distribuzione
Il film è stato distribuito sulla piattaforma Netflix a partire dal 16 maggio 2024.